# Spermatofor
Spermatoforul (gec. σπερμα (sperma) – sămânță și φορος (foros) — purtător) este o capsulă cu în care sunt grupați spermatoizii, secretat de masculi și transferat prin ovipori femelei, în timpul copulației. Capsula facilitează transportul spermatozoizilor și are rol protector în condițiile vitregi (de exemplu, de deshidratare excesivă). La unele specii capsula în întregime pătrunde și se păstrează un anumit timp în căile genitale feminine. În alte cazuri, masculii alipesc spermatoforul de corpul femelei și spermatozoizii independent migrează prin oviducte la ovulele maturizate.
Fertilizarea spermatoforă este de tip internă. Transferul spermatoforului se realizează cu ajutorul unui aparat copulator: gonopode, pedipalpii păianjenilor etc.

## Distribuire
Spermatoforul este utilizat, în special, de animalele de uscat. Cel mai des se întâlnește la gastropode; artropode: la unele miriapode și insecte, la toate arahnidele. Dintre vertebrate, spermatoforul este produs de salamadrele din subfamilia Pleurodelinae.